# Богарне, Эжен де
Принц Эжен (в русской историографии часто именуется как Евгений) де Богарне́ (фр. Eugène Rose de Beauharnais; 3 сентября 1781, Париж — 21 февраля 1824, Мюнхен) — пасынок Наполеона, вице-король Италии, крупный военачальник, дивизионный генерал (с 17 октября 1804 года), генерал-полковник конных егерей (с 6 июля 1804 года по 1 февраля 1805 года), командир конных егерей Императорской гвардии (с 13 октября 1802 года по 18 января 1808 года).

## Биография
Родился	3 сентября 1781 года в Париже. Единственный сын первой жены Наполеона Жозефины де Богарне. Его отец, виконт Александр де Богарне, был генералом революционной армии. В годы Террора его незаслуженно обвинили в предательстве и казнили.
После брака его матери с Наполеоном Бонапартом в 1796 году был усыновлен отчимом вместе с сестрой Гортензией.
1 февраля 1805 года получил титул принца Французской империи, 2 февраля 1805 года — орден Почётного легиона, а 7 июня 1805 года — титул вице-короля Италии.
Е. Богарне стал фактическим правителем Италии (титул короля носил сам Наполеон), когда ему было всего 24 года. Но он сумел управлять страной достаточно твердо: ввёл в действие Гражданский кодекс, реорганизовал армию, обустраивал страну каналами, укреплениями и школами и сумел заслужить любовь и уважение своего народа.
В 1805 году получил большой крест ордена Железной короны и большой крест ордена Святого Губерта Баварского. 23 декабря 1805 года он был назначен главнокомандующим корпусом, блокировавшим Венецию, 3 января 1806 года — главнокомандующим Итальянской армией, а 12 января 1806 года — генерал-губернатором Венеции.
Церемония коронации Итальянского вице-короля, подготовленная графом Луи-Филиппом Сегюром, проходила в Миланском соборе 26 мая 1805 года. Для коронационных одежд были выбраны зелёный и белый цвета. На портретах художники А. Аппиани и Ф. Жерар запечатлели эти роскошные одеяния. Сочетание элегантного покроя и виртуозного исполнения позволяет предположить, что костюм был исполнен в мастерской придворного вышивальщика Пико, который выполнял заказы по изготовлению коронационных костюмов Наполеона I, используя модели, предложенные художником Жан-Батистом Изабе и утверждённые самим императором. На плаще вышиты звезды орденов Почётного легиона и Железной короны. (В качестве семейной реликвии малый коронационный костюм был впоследствии привезён в Россию герцогом Максимилианом Лейхтенбергским; в настоящее время он является частью собраний Эрмитажа в Санкт-Петербурге, выставляется в здании Главного штаба).
В кампанию против Австрии 1809 года он командовал войсками в Италии. Несмотря на неудачный исход битвы при Сачиле (город в Италии) с австрийским войском эрцгерцога Иоанна Габсбурга, Богарне сумел переломить ход военных действий и нанёс своему противнику ряд поражений в Италии, а затем в Австрии. Важную для французов победу он одержал в Венгрии в сражении при Раабе (ныне венгерский город Дьер), а затем отличился в решающей битве при Ваграме (ныне селение в Австрии).
В 1812 году Богарне был вызван Наполеоном из Италии для командования 4-м корпусом Великой армии. Во время похода в Россию 1812 года Эжен Богарне отличился в сражениях при Островно, под Смоленском, Бородино, Звенигородом, Малоярославцем, Вязьмой, Духовщиной, Красным, Вильно.
Существует предание о явлении ему в 1812 году под Звенигородом Саввы Сторожевского. Правнук Богарне, герцог Георгий Николаевич Лейхтенбергский, указывая на это семейное предание, отмечал, что ни сам прадед в своих письмах, ни кто-либо из его свиты, никогда не упоминали об этом эпизоде, но «только один француз, барон де-Бай в одном из своих современных нам сочинений». Герцог, тем не менее, полагал, что дед его «едва-ли был глубоко верующим человеком. Молчание его остаётся, следовательно, объяснить тем, что поверить видению ему было слишком трудно, а с другой стороны, реальность его была, вероятно, настолько велика, и настолько подтвердилась виденной в монастыре иконой, что и совершенно отрицать его он не был в силах и, поэтому, ограничился тем, что рассказал, может быть, про этот случай только своим родственникам… И только сыну его, и в особенности внукам и правнукам, пришлось неоднократно вспоминать о необъяснимом видении, столь странно оправдавшемся».
После отъезда Наполеона и маршала Иоахима Мюрата из России он принял командование остатками французской армии и отвёл их в город Магдебург, Пруссия (королевство) (ныне в Германии).
В 1813 году после сражения при Лютцене (ныне город в Германии), Богарне по приказу Наполеона был направлен в Италию для организации её защиты от австрийских войск. 
После первого отречения Наполеона, Богарне всерьёз рассматривался Александром I в качестве кандидата на французский престол. За отказ от своих итальянских владений получил 5 000 000 франков, которые передал своему тестю — королю Баварии Максимилиану-Иосифу, за что был «помилован» и пожалован титулами ландграфа Лейхтенбергского и князя Айхштетского (по другим данным — купил их в 1817 году).
Дав слово не поддерживать более Наполеона, не принимал участия (в отличие от сестры Гортензии) в его реставрации во время «Ста дней», а в июне 1815 года был пожалован Людовиком XVIII титулом пэра Франции.
До самой смерти жил в своих баварских землях и активного участия в европейских делах не принимал.
Скончался 21 февраля 1824 года в Мюнхене, на 43 году жизни. Похоронен женой — герцогиней Августой Амалией Баварской в церкви Святого Михаила в Мюнхене.

## Масонство и Богарне
20 июня 1805 года был основан Великий восток Италии, первым великим мастером (командором) которой стал Эжен Богарне. Он оставался на должности великого мастера до 1814 года.

## Статус и титулы
- 1804—1805 годы: Его Императорское высочество, принц Франции.
- 1805—1807 годы: Его Императорское высочество, принц Франции и вице-король Италии.
- 1807—1810 годы: Его Императорское высочество, принц Франции, вице-король Италии и принц Венеции.
- 1810—1814 годы: Его Императорское высочество, принц Франции, вице-король Италии, принц Венеции и великий герцог Франкфуртский.
- 1817—1824 годы: Его Королевское высочество, герцог Лейхтенбергский и принц Эйхштеттский.

## Награды
- Орден Почётного легиона, большой орёл (2.02.1805)
- Орден Почётного легиона, командор (4.06.1804)
- Орден Почётного легиона, легионер (4.12.1803)
- Орден Железной короны, большой крест (Королевство Италия, 1805)
- Орден Вестфальской короны, великий командор (Королевство Вестфалия)
- Королевский венгерский орден Святого Стефана, большой крест (Австрия, 4.04.1811)
- Орден Святого Губерта (Королевство Бавария, 1805)
- Рыцарский орден Золотого орла, большой крест (Королевство Вюртемберг)
- Орден Золотого руна (Испания, 1805)
- Орден Рутовой короны, большой крест (Королевство Саксония)
- Орден Серафимов (Швеция, 1.12.1821)
- Орден Меча, большой крест (Швеция, 19.06.1823)

## Семья и дети

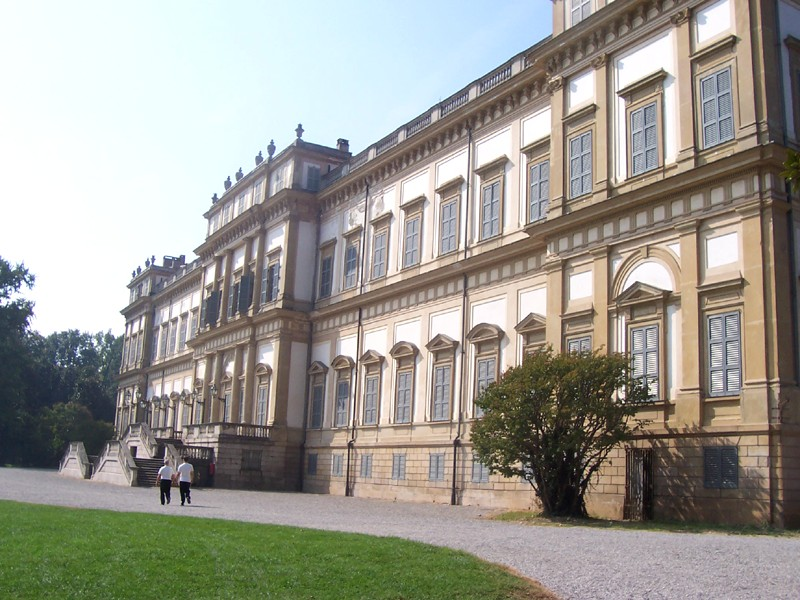
Дворец Эжена Богарне в Монце

14 января 1806 года, в Мюнхене (Бавария), Эжен женился на Августе (1788—1851), принцессе Баварской, дочери Максимилиана I, короля Баварии и Августы, ландграфини Гессен-Дармштадтской. Супруги имели 7 детей:
1. Жозефина Максимилиана Евгения Наполеоне (1807—1876), с 1823 замужем за Оскаром I Бернадотом, королём Швеции и Норвегии
2. Евгения Гортензия Августа (1808—1847)
3. Август Шарль Эжен Наполеон (1810—1835), герцог Лейхтенбергский, герцог де Санта-Круз; жена с 1834 — Мария II, королева Португалии
4. Амелия Августа Евгения Наполеоне (1812—1873), муж с 1829 — Педру I, император Бразилии
5. Теоделинда Луиза Евгения Августа Наполеоне (1814—1857)
6. Каролина Клотильда (1816)
7. Максимилиан Лейхтенбергский (1817—1852), герцог Лейхтенбергский, князь Романовский; жена с 1839 — великая княжна Мария Николаевна, дочь императора Николая I Павловича.

## Образ в кино
- «Наполеон: путь к вершине» (Франция, Италия, 1955) — актёр Жак Файе[фр.]
- «Эффект Богарне» (Россия, 2012) — актёр Олег Морозов